# Ель-Молар (Мадрид)
Ель-Молар (ісп. El Molar) — муніципалітет в Іспанії, у складі автономної спільноти Мадрид. Населення — 7645 осіб (2010).
Муніципалітет розташований на відстані близько 36 км на північ від Мадрида.
На території муніципалітету розташовані такі населені пункти: (дані про населення за 2010 рік)
- Ель-Молар: 7387 осіб
- Ла-Кабанья: 108 осіб
- Лос-Льянос-і-Ремолінос: 150 осіб

## Демографія
Динаміка населення (INE ):